# Стуру
Стуру (рум. Sturu) — село у повіті Алба в Румунії. Входить до складу комуни Арієшень.
Село розташоване на відстані 342 км на північний захід від Бухареста, 74 км на північний захід від Алба-Юлії, 70 км на південний захід від Клуж-Напоки, 143 км на північний схід від Тімішоари.

## Населення
За даними перепису населення 2002 року у селі проживали 64 особи, усі — румуни. Усі жителі села рідною мовою назвали румунську.